# Leptodactylus didymus
Leptodactylus didymus es una especie de anfibio anuro de la familia Leptodactylidae. Se distribuye por el norte de Bolivia y el sureste de Perú.